# Irský svobodný stát
Irský svobodný stát (irsky Saorstát Éireann) byl nezávislý stát a britské dominium v letech 1922–1937. Irský svobodný stát vznikl na místo neuznané Irské republiky vyhlášené roku 1919, na základě anglo-irské dohody dne 6. prosince 1922. Formálně přestal existovat 29. prosince 1937 konstituční přeměnou na Irsko (od roku 1949 oficiálně Irská republika).

## Irská válka za nezávislost
Irská republikánská strana Sinn Féin po úspěchu ve volbách v roce 1918 vytvořila vlastní irský parlament Dáil Éireann, který v lednu 1919 vyhlásil nezávislou Irskou republiku. Irská samostatnost však nebyla uznána Británií ani dalšími státy a následovala v letech 1919–1921 irská válka za nezávislost, během které došlo britským zákonem z roku 1920 k rozdělení Irska na Severní a Jižní Irsko. Mírová anglo-irská dohoda byla podepsána až po mnohaměsíčních jednáních 6. prosince 1921.

## Vznik
Irský svobodný stát vznikl rok po podpisu anglo-irské dohody dne 6. prosince 1922, když celý irský ostrov vystoupil ze Spojeného království Velké Británie a Irska, avšak hned následujícího dne parlament Severního Irska požádal, aby se připojilo zpět ke Spojenému království. Tak bylo dokončeno rozdělení Irska mezi nový samostatný stát a britské království nově nazývané Spojené království Velké Británie a Severního Irska.

## Zánik
Irský svobodný stát zanikl v den, kdy vešla v platnost nová republikánská ústava a formálně bylo založeno Irsko (přejmenováním z Irský svobodný stát na Irsko (irsky: Éire) a funkce generálního guvernéra byla nahrazena funkcí irského prezidenta – tedy 29. prosince 1937. Od roku 1937 až do roku 1949, kdy vystoupilo z britského společenství národů a prohlásilo se republikou, mělo Irsko dvě oficiální hlavy státu, a to britského krále a irského prezidenta. Během druhé světové války bylo Irsko, jako jediné (v té době ještě) britské dominium, neutrální.